# FREMM-klasse
De FREMM-klasse is een Frans-Italiaanse klasse fregatten. Beide landen ontwikkelden op basis ervan een eigen subklasse. In Italië is dat de Bergaminiklasse, waarvan de Italiaanse marine tien schepen bestelde. Frankrijk ontwikkelde de Aquitaineklasse, waarvan acht schepen werden besteld voor de Franse marine. Ook Marokko, Egypte en Indonesië hebben schepen gekocht. De Amerikaanse Constellationklasse is op de FREMM-klasse gebaseerd. Het acroniem "FREMM" staat voor "FREgate Multi-Missions".

## Geschiedenis
De FREMM-klasse is een stealthfregat, ontworpen op basis van de La Fayetteklasse. Voor die stealth is het dek vooraan overdekt en is de vorm van het schip ontworpen voor een kleine radardoorsnede. Ook de dubbele aandrijving is hierop voorzien. Elektromotoren werken stil, terwijl gasturbines hogere snelheden toelaten. Ontwikkelaar DCN, thans DCNS, werkte aan een verbeterde versie. In 2002 ging het FMM-programma (Frégates Multi-Missions) van start.
In het kader van de langlopende samenwerking met Italië aangaande marinewapenprojecten werd op 7 november 2002 een akkoord getekend, waarbij Frankrijk zeventien en Italië tien FMM-fregatten zou bouwen. Ze zouden allen worden voorzien van de Aster 15-luchtdoelraket, de MU90-torpedo en de NH90-helikopter; allen projecten waaraan de twee landen ook samenwerkten. De Italiaanse partner was Orizzonte Sistemi Navali, een consortium van Fincantieri en Finmeccanica. Aan Franse kant vormden DCNS en Thales de joint venture Armaris. Beiden zijn evenredig eigenaar van het consortium Horizon SAS, dat eerder de Horizonklassefregatten had ontworpen en gebouwd.
Door oplopende kosten schroefde Frankrijk zijn geplande bestelling terug tot acht, waarvoor 4,19 miljard euro werd voorzien. Zes daarvan werden toegespitst op onderzeebootbestrijding (ASM), de twee overige op luchtverdediging (FREDA). De ASM-varianten vervingen de drie fregatten van de Tourvilleklasse en de zeven fregatten van de Georges Leyguesklasse; de FREDA-varianten vervingen de twee Cassardklassefregatten. Het eerste schip, de Aquitaine, werd tussen maart 2007 en mei 2010 gebouwd. Het kwam in december 2015 in dienst. Het achtste en laatste schip zou tegen 2022 in dienst worden genomen. Ze worden gebaseerd in Brest aan de Atlantische Oceaan en Toulon aan de Middellandse Zee. In 2007 verkocht Frankrijk een ASW-fregat aan Marokko. Dit schip werd in 2014 geleverd en Mohammed VI genoemd. In 2015 verkocht Frankrijk de toen reeds gebouwde Normandie aan Egypte. Het werd er in dienst genomen onder de nieuwe naam Tahya Misr. De verkoop maakte deel uit van een grotere wapendeal, waarbij Egypte ook 24 Rafale-gevechtsvliegtuigen kocht. Egypte wilde de levering ontvangen vóór het uitgebreide Suezkanaal werd geopend op 6 augustus 2015. Het laatste nog te bouwen Franse ASW-fregat kreeg vervolgens de naam Normandie. In 2020 nam Egypte twee FREMM-fregatten over van Italië, met een optie op nog twee.
Italië wilde vier schepen toegespitst op onderzeebootbestrijding en zes multirolschepen voor algemeen gebruik (GP) om de fregatten van de Maestraleklasse en de Lupoklasse te vervangen. De bouw van het eerste ving aan in februari 2008, en liep tot juli 2011. In februari 2013 werd deze Carlo Bergamini in dienst genomen. Het tiende en laatste schip zou tegen 2021 in dienst komen. De Italiaanse schepen kosten tezamen 5,8 miljard euro, en zijn verdeeld over de marinebases van La Spezia in het noordwesten en Tarente in het zuidoosten van Italië.
In 2021 bestelde Indonesië zes Italiaanse fregatten. Die zouden in samenwerking met de lokale scheepswerf PT-PAL gebouwd worden. Het contract omvatte ook de renovatie van twee oude Italiaanse Maestraleklasse-fregatten.
In 2017 nam Fincantieri met een variant van FREMM deel aan een competitie van de Amerikaanse marine voor een nieuw fregat. Na veel problemen met het Littoral combat ship wilde men daar deze keer vertrekken van een reeds bewezen type. In 2020 werd de opdracht voor de bouw van het eerste schip aan Fincantieri toegewezen. In totaal werden twintig schepen gepland, die allen door Fincantieri's Amerikaanse scheepswerven zouden worden gebouwd. De Amerikaanse FREMM's werden geheel met Amerikaanse systemen en wapens uitgerust. Deze subklasse kreeg de naam Constellationklasse.

## Aandrijving
Beiden hadden echter ook verschillende vereisten. Waar Frankrijk een licht escortefregat nodig had, wilde Italië er een met meer bewapening. Voor de aandrijving werd voor een combinatie van dieselelektrisch en gasturbine gekozen; door de Fransen in CODOG-configuratie (óf), en door de Italianen in CODAG-configuratie (én) voor meer vermogen. Vier dieselgeneratoren leveren stroom aan twee elektromotoren van 3350 pk elk. Eén General Electric LM2500+G4-gasturbine van 42 900 pk maakt de maximumsnelheid van ca. 52 km/h mogelijk. 15 knopen (28 km/h) aanhoudend, hebben de schepen een maximaal bereik van 6000 zeemijlen (11 000 km). Door hun configuratie hebben de Italiaanse fregatten een iets hogere maximale snelheid en bereik: 29 knopen (55 km/h) en 6700 zeemijlen (12 300 km). De schepen zijn ook voorzien van een boegroerpropeller van 1 megawatt om beter te manoeuvreren.

## Bewapening
Betreffende de radar is er een groot verschil. Frankrijk wilde één geïntegreerde PESA-rader op een enkele mast: de Thales Herakles, die zowel zee- als luchtdoelen tot op 250 kilometer afstand kan waarnemen en de Aster-luchtdoelraketten kan sturen. Italië wilde twee masten met een Leonardo MFRA AESA-luchtradar en een RASS-oppervlakteradar.
De Franse ASM-variant is bewapend met een Sylver-VLS met zestien cellen voor MdCN-kruisraketten met een bereik tot 1000 kilometer. De FREDA-variant heeft in de plaats hiervan Aster 30-langeafstandsluchtdoelraketten. Beide varianten hebben daarnaast een Sylver-VLS met zestien Aster 15-korteafstandsluchtdoelraketten. Vooraan is nog meer plaats voorzien voor VLS-cellen voor verticale lancering, die om budgettaire redenen niet geïnstalleerd werden.
Verder waren er een OTO Breda 76 mm-kanon en twee 12,7 mm-mitrailleurs. Die laatste zijn later vervangen door Nexter NARWHAL 20 mm-kanonnen. De Italiaanse schepen hebben hier in de plaats Oerlikon 25 mm-kanonnen. Voor de onderzeebootbestrijding is de CAPTAS 4-sonar met variabele diepte tot 700 meter voorzien voor detectie, en twee dubbele lanceerbuizen voor de 323,7 mm MU90-torpedo als wapen. Als antischeepsraket hebben Frankrijk en Italië voor hun eigen wapen geopteerd: Frankrijk voor de Exocet en Italië voor de Otomat Teseo.
Achteraan hebben de fregatten een vliegdek met hangar voor helikopters. De Franse varianten bieden plaats aan één NH90 of Eurocopter Panther. De Italiaanse hebben plaats voor twee NH90's of AgustaWestland AW101's.

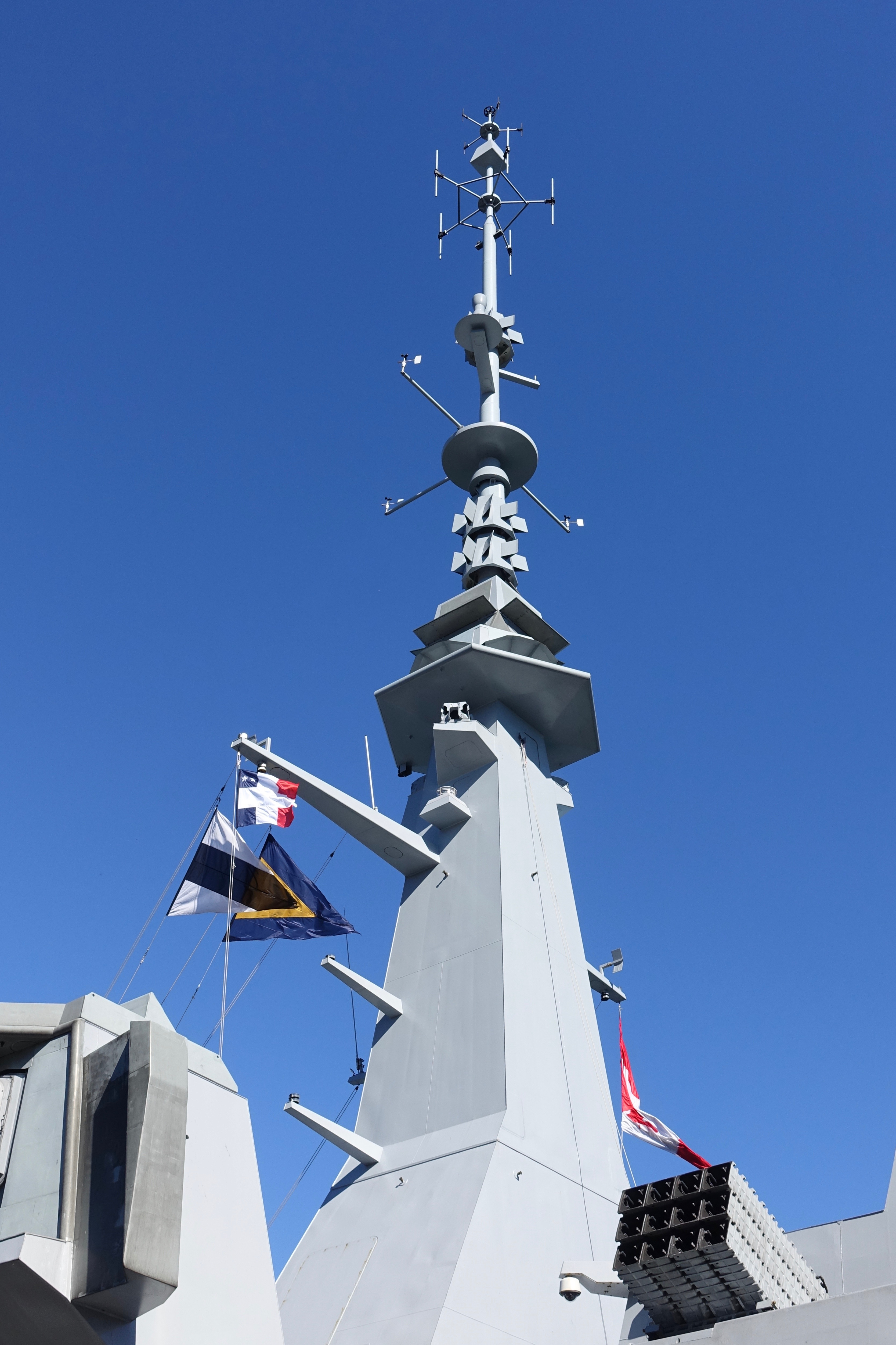
De radarmast van de Languedoc.
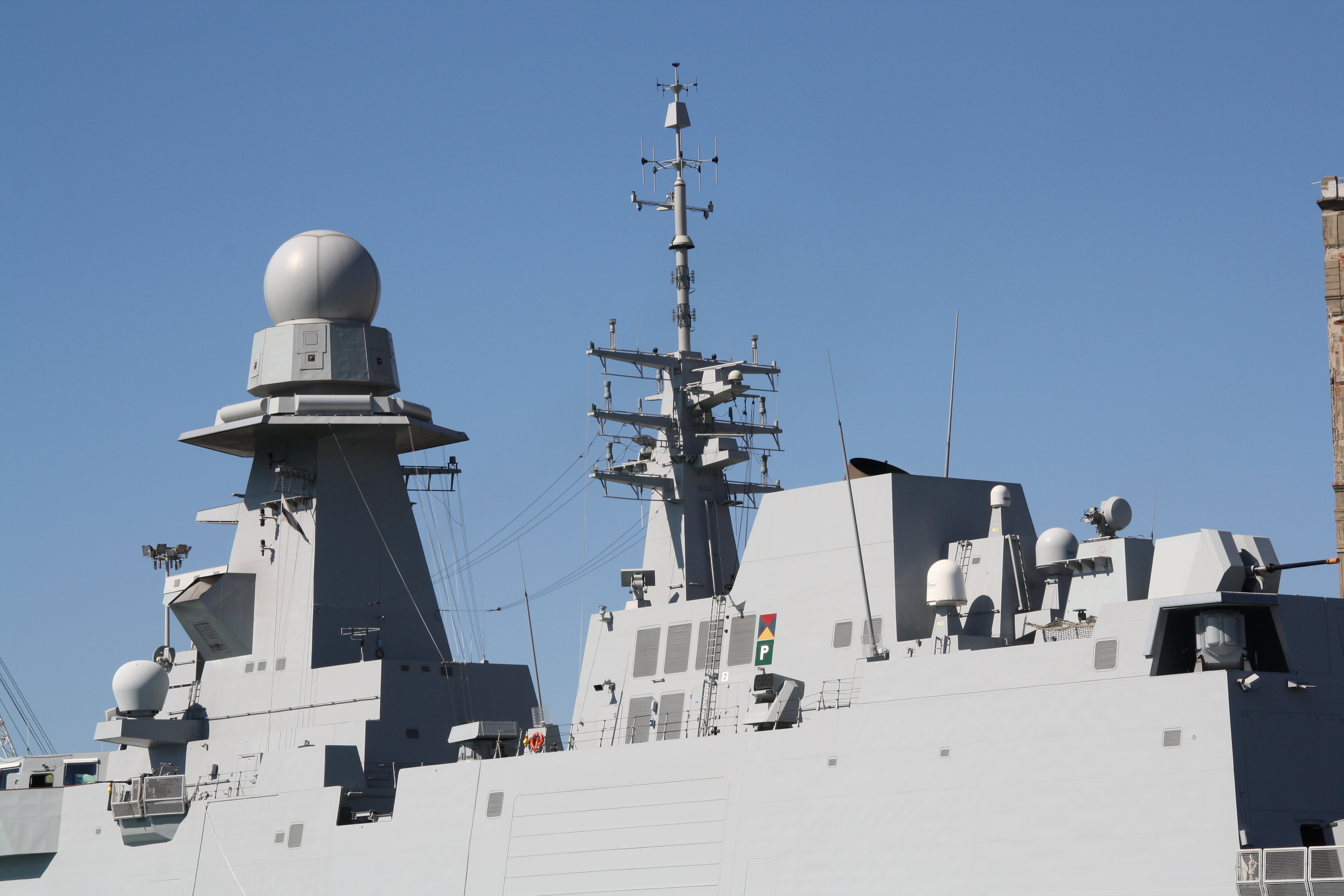
Close-up van de Carlo Margottini.
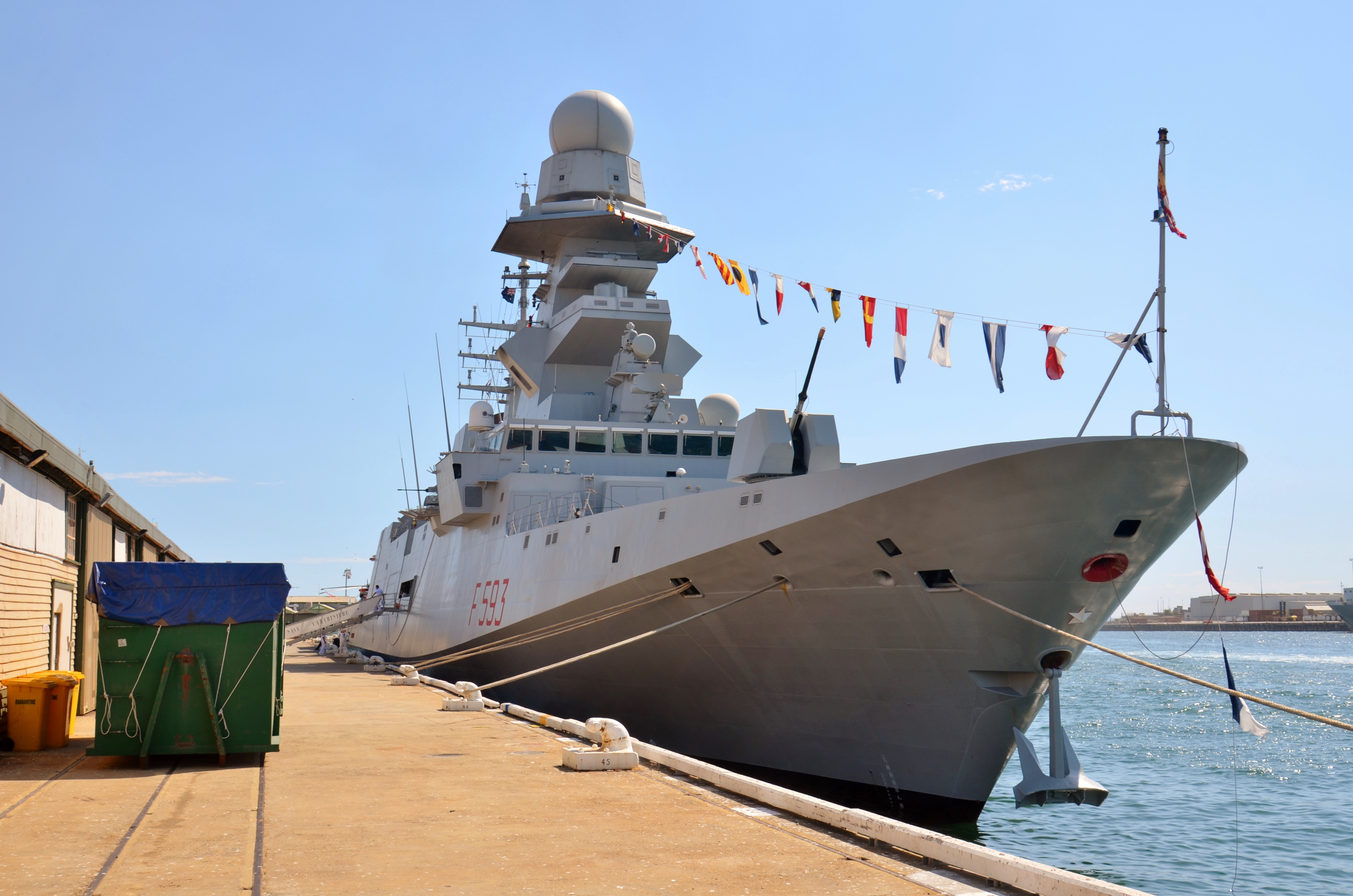
Het 76 mm-kanon op het voorschip.
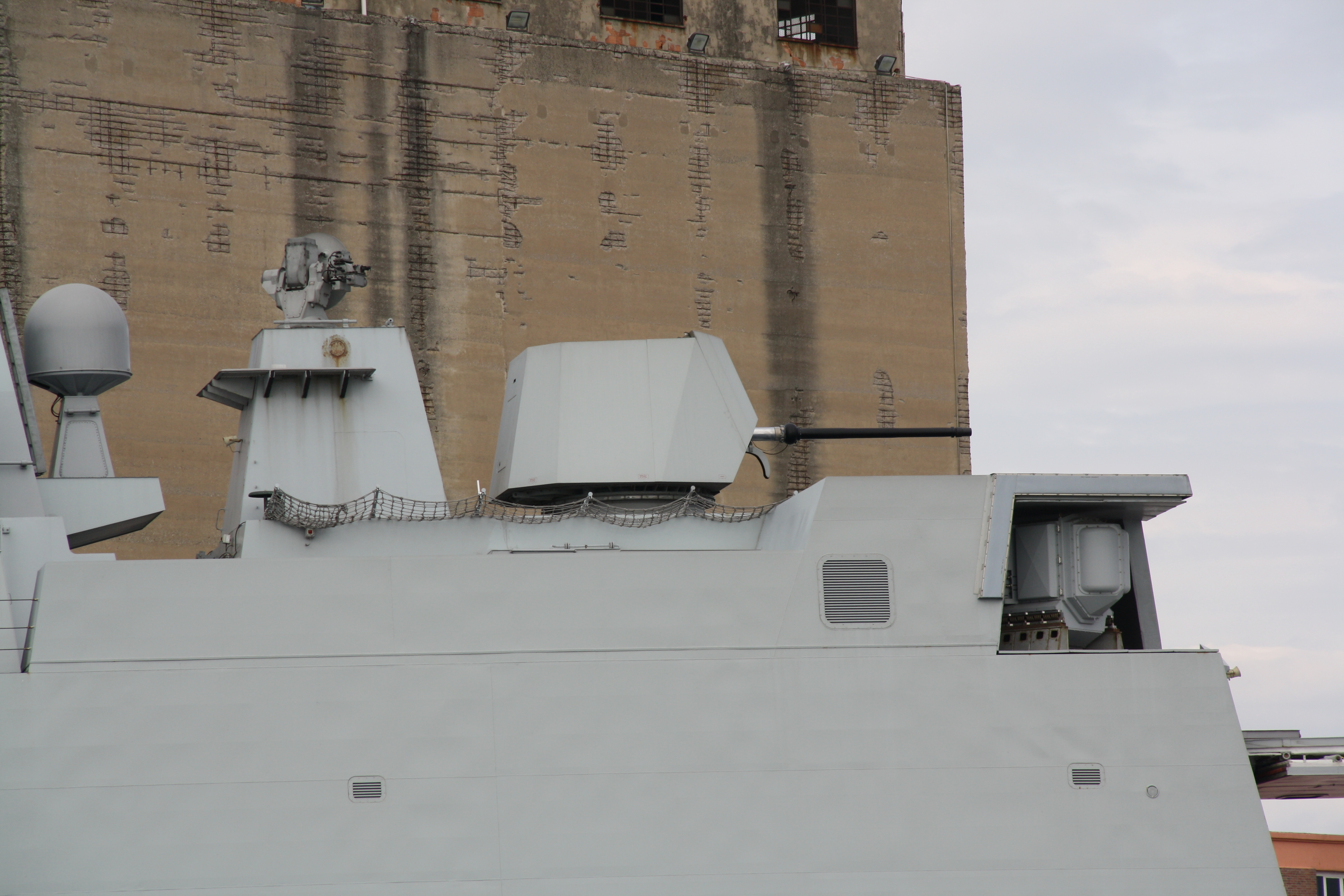
Het 76 mm-kanon boven de hangar.

## Schepen
Aquitaine (D650) – ASM
 Provence (D652) – ASM
 Languedoc (D653) – ASM
 Auvergne (D654) – ASM
 Bretagne (D655) – ASM
 Normandie (D651) – ASM
 Alsace (D656) – FREDA
 Lorraine (D657) – FREDA
 Mohammed VI (701) – ASM
 Tahya Misr (1001) – ASM
 Carlo Bergamini (F 590) – GP
 Virginio Fasan (F 591) – ASM
 Carlo Margottini (F 592) – ASM
 Carabiniere (F 593) – ASM
 Alpino (F 594) – ASM
 Luigi Rizzo (F 595) – GP
 Federico Martinengo (F 596) – GP
 Antonio Marceglia (F 597) – GP
 Al Galala (1002) – GP
 Spartaco Schergat (F 598; tot 2020)
 Bernees (1003) – GP
 Emilio Bianchi (F 599; tot 2021)
 Constellation (FFG-62)
 Congress (FFG-63)
 Chesapeake (FFG-64)
 Lafayette (FFG-65)
In Frankrijk worden geen marineschepen als "torpedobootjager" aangeduid. Wat elders een torpedobootjager wordt genoemd, is in Frankrijk een fregat van de eerste rang: een fregat uitgerust voor luchtverdediging of onderzeebootbestrijding. Een ander fregat is van de tweede rang. Daarom hebben de Franse FREMM-fregatten het prefix "D" van "destroyer" in hun pennantnummer.

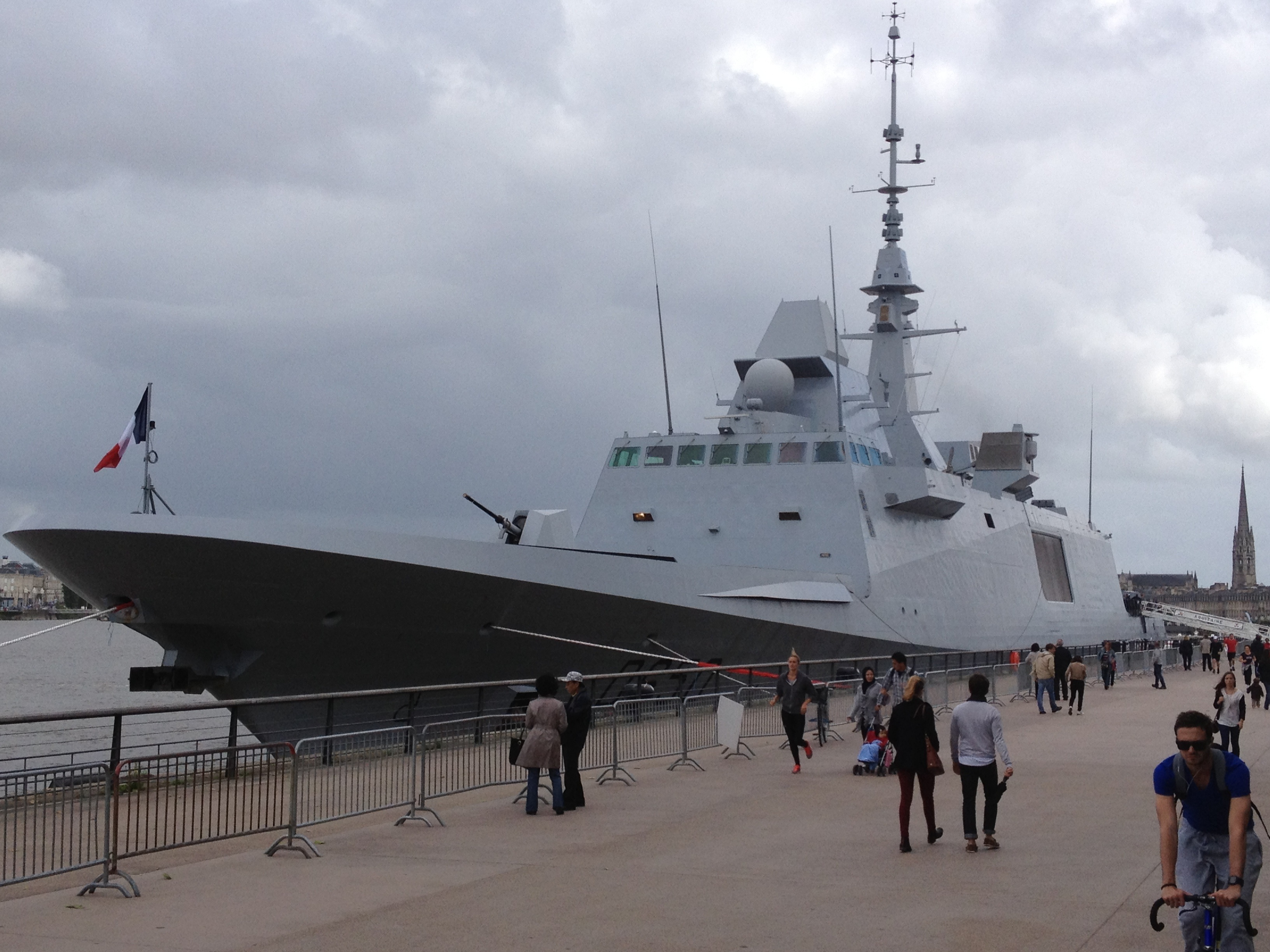
De Aquitaine te Bordeaux.
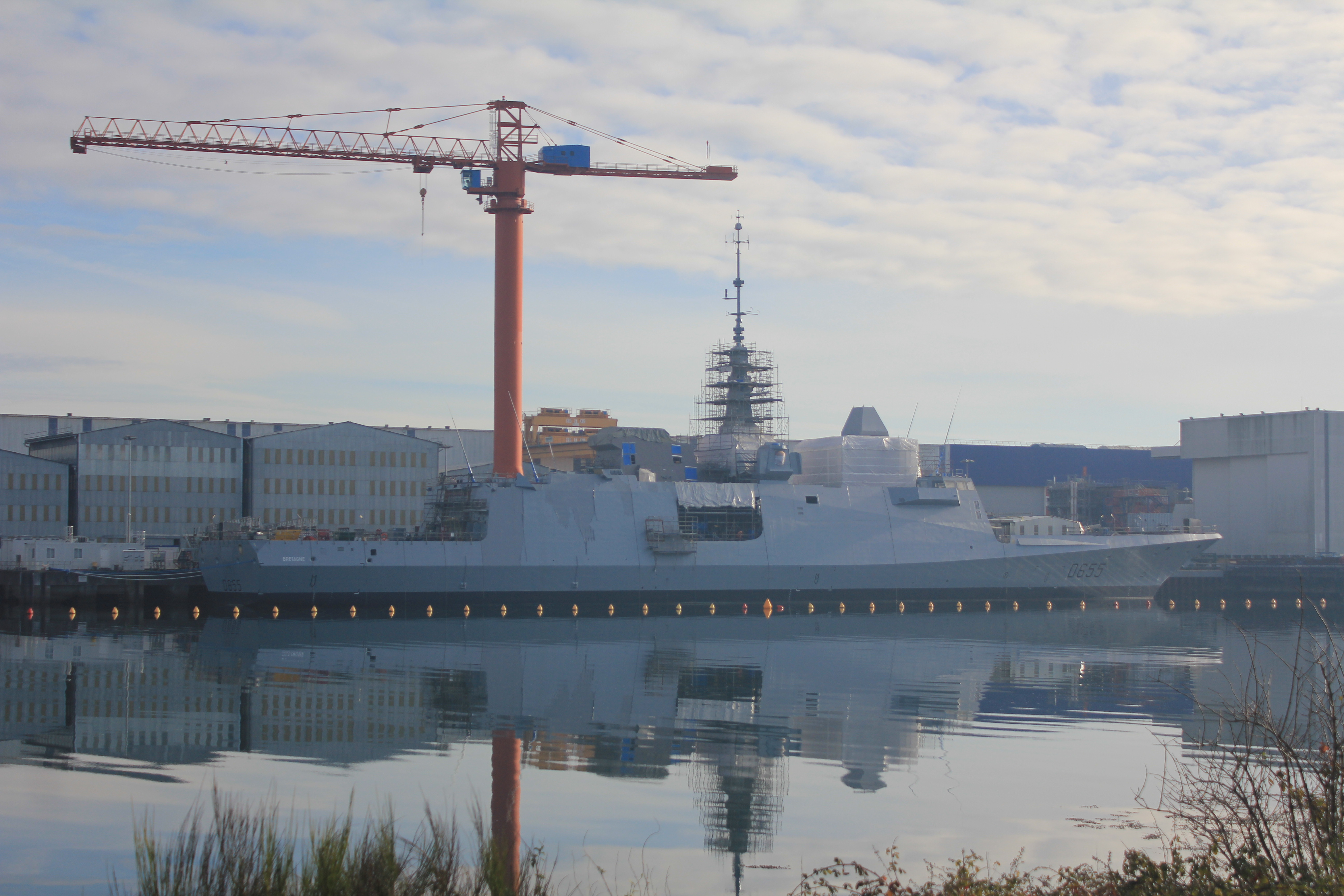
De Bretagne in aanbouw in Lorient in januari 2017.
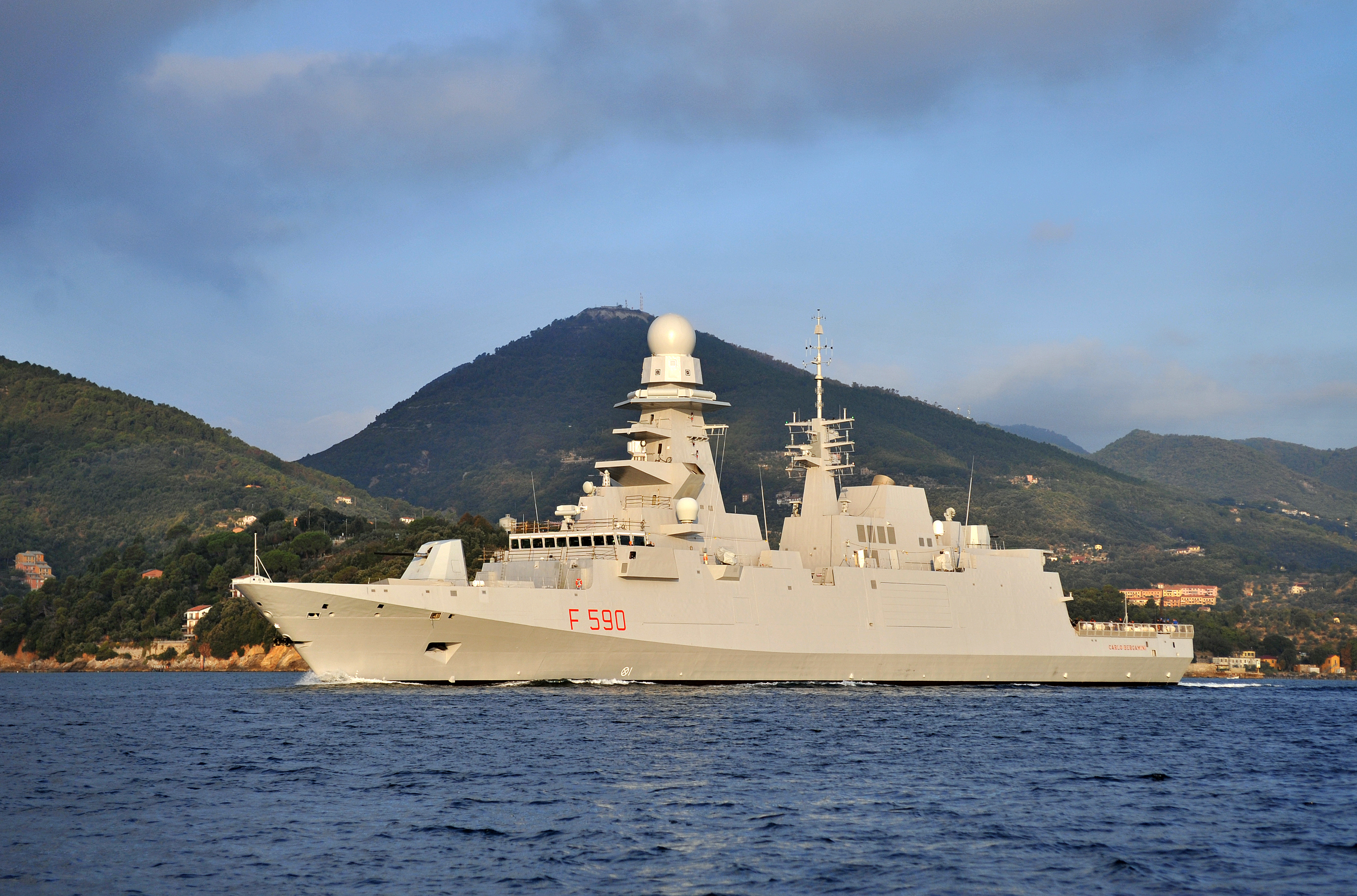
De Carlo Bergamini in oktober 2011.
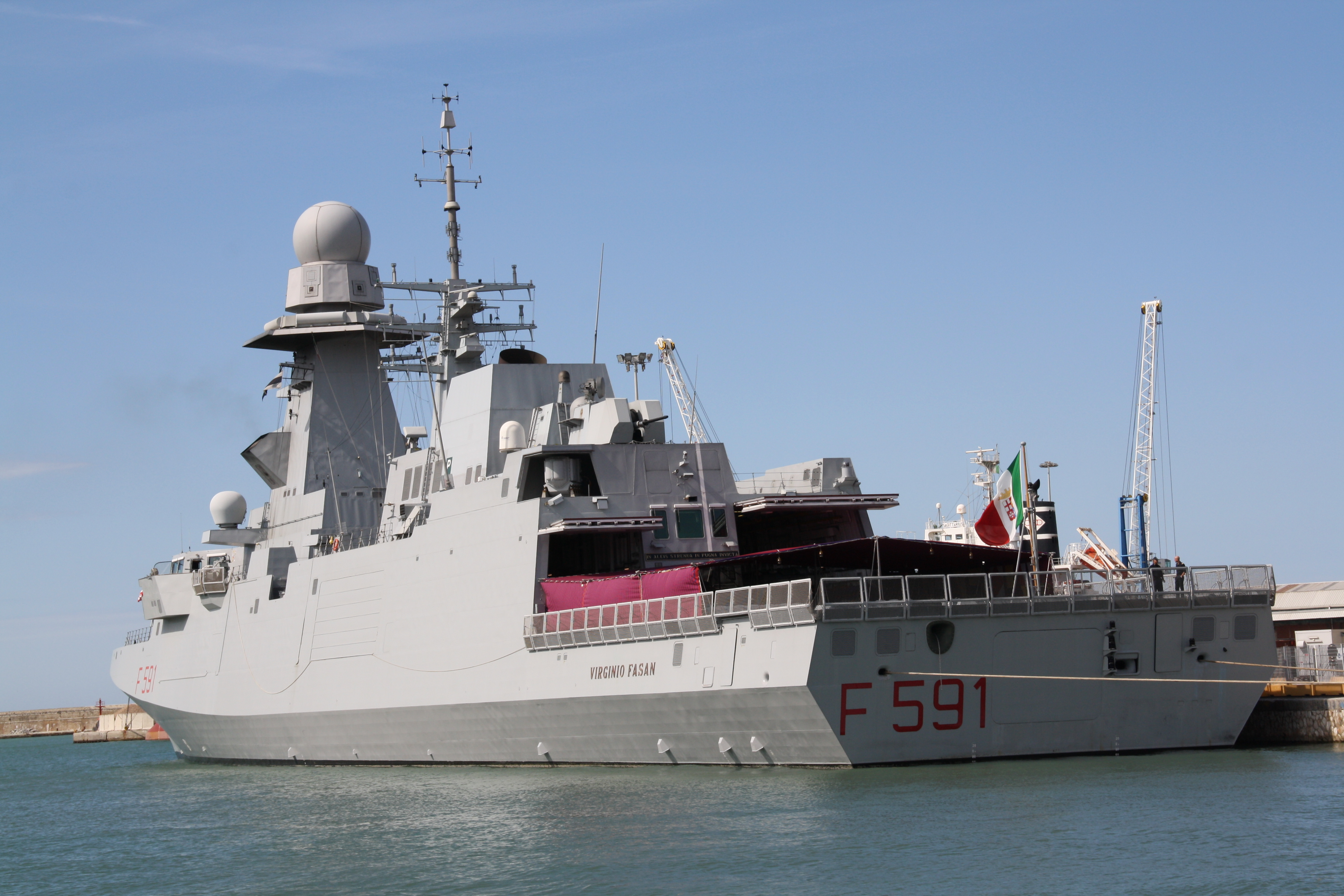
De Virginio Fasan in september 2015.